# The King's Singers
The King's Singers is een Engelse a capella zanggroep, die werd opgericht in 1968 door leden van het King's College Choir in Cambridge. Het repertoire loopt van middeleeuwen via renaissancemuziek, Bach en Burt Bacharach tot popmuziek. Vaak worden eigen arrangementen gezongen.
The King's Singers is een van 's werelds populairste vocale groepen. De meeste optredens vinden plaats in de VS en Europa. Hun stijl kenmerkt zich door een academisch geschoolde uitvoering, met een harmonische vermenging en balans van de verschillende stemmen, zuivere toonvorming, perfect uitgevoerde ritmes en vaak humoristische teksten. In de loop der jaren hebben 21 personen deel uitgemaakt van het ensemble. Hoewel ze tijdens concerten alleen a capella zingen, is op sommige opnamen begeleiding aanwezig, bijvoorbeeld een enkele gitaar of een luit, soms een groter instrumentaal ensemble zoals op Out of the Blue (1974) en Keep on Changing (1975). 

## Leden
| Stem         | Eerste samenstelling, 1968 | Later                                     | Thans                                     |
| ------------ | -------------------------- | ----------------------------------------- | ----------------------------------------- |
| countertenor | Nigel Perrin               | Patrick Dunachie sinds 2016               | Patrick Dunachie sinds 2016               |
| countertenor | Alastair Hume              | Timothy Wayne-Wright sinds 2009           | Edward Button sinds 2019                  |
| tenor        | Alastair Thompson          | Julian Gregory sinds 2014                 | Julian Gregory sinds 2014                 |
| bariton      | Anthony Holt               | Christopher Bruerton (bariton) sinds 2012 | Christopher Bruerton (bariton) sinds 2012 |
| bariton      | Simon Carrington           | Nick Ashby sinds 2019                     | Nick Ashby sinds 2019                     |
| bas          | Brian Kay                  | Jonathan Howard sinds 2010                | Jonathan Howard sinds 2010                |

## Discografie (selectie)
- 1970 The King's Singers
- 1971 By Appointment
- 1973 Deck the Hall: Songs for Christmas
- 1974 The King's Singers Madrigal Collection
- 1974 Out of the Blue
- 1975 Keep on Changing
- 1976 The King's Singers Swing
- 1977 Sing Flanders & Swann and Noël Coward
- 1980 New Day
- 1980 Victorian Collection
- 1984 Madrigal History Tour
- 1986 The Beatles Connection
- 1989 America
- 1993 Good Vibrations
- 1993 Here's a Howdy Do!
- 1995 English Renaissance
- 1996 Circle of Life
- 2005 Sarband: Sacred Bridges
- 2008 Simple Gifts
- 2009 Romance du Soir
- 2012 Royal Rhymes and Rounds
- 2020 Finding Harmony